# بيدرو بوتيلهو
بيدرو روبرتو دا سيلفا بوتيلهو (بالبرتغالية: Pedro Botelho‏) (من مواليد 14 ديسمبر 1989 في سلفادور) هو لاعب كرة قدم برازيلي يلعب حاليا في صفوف سلمنقة على سبيل الإعارة من أرسنال.
يلعب في مركز الظهير الايسر لكن يمكنه أيضا اللعب بمركز خط الوسط.

## روابط خارجية
- بيدرو بوتيلهو على موقع قاعدة بيانات كرة القدم.إي يو (الإنجليزية)
- بيدرو بوتيلهو على موقع Soccerway.com (الإنجليزية)
- بيدرو بوتيلهو على موقع كووورة
- بيدرو بوتيلهو على موقع AS.com (الإسبانية)